# Rotter Kirche

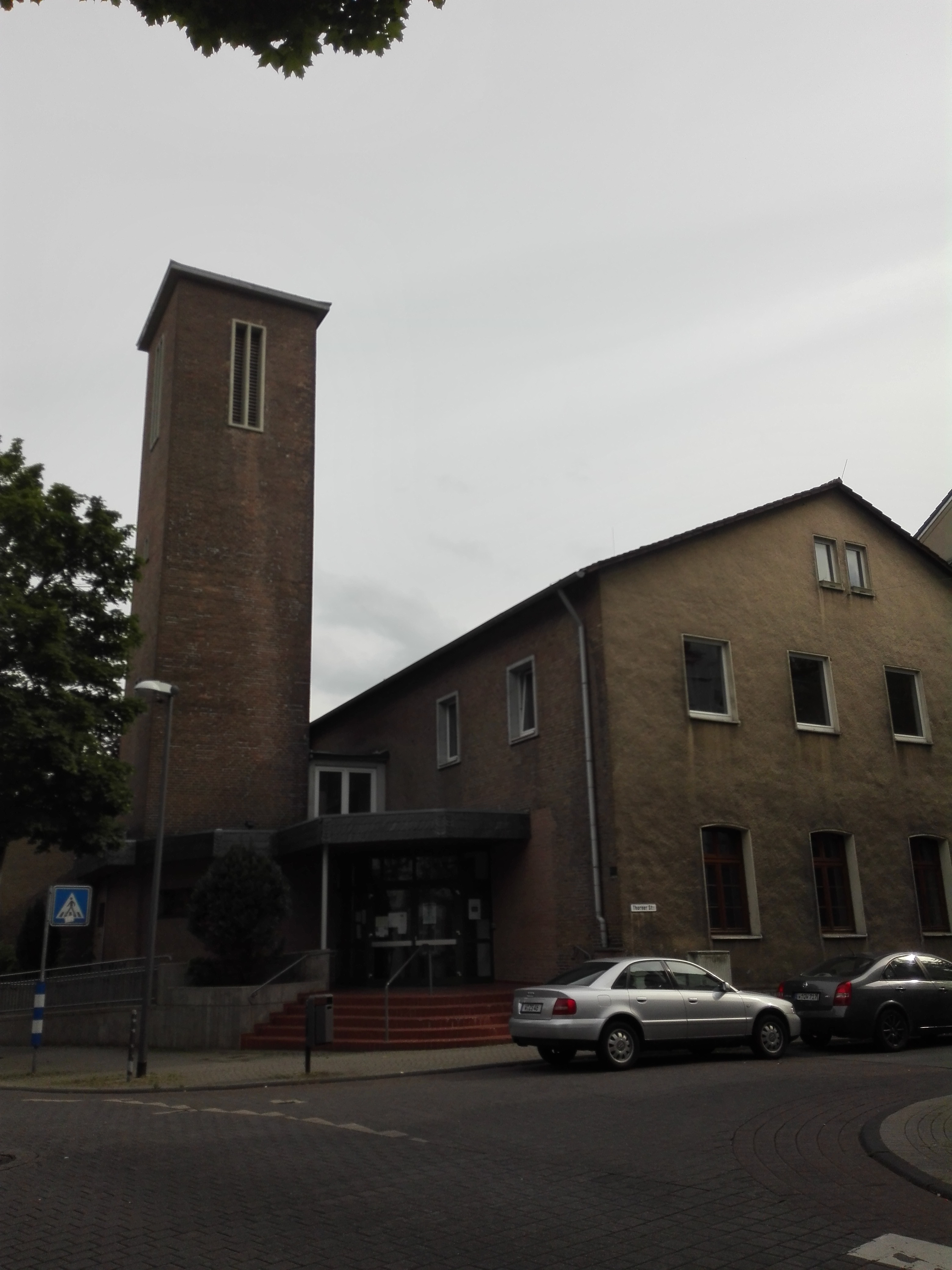
Rotter Kirche

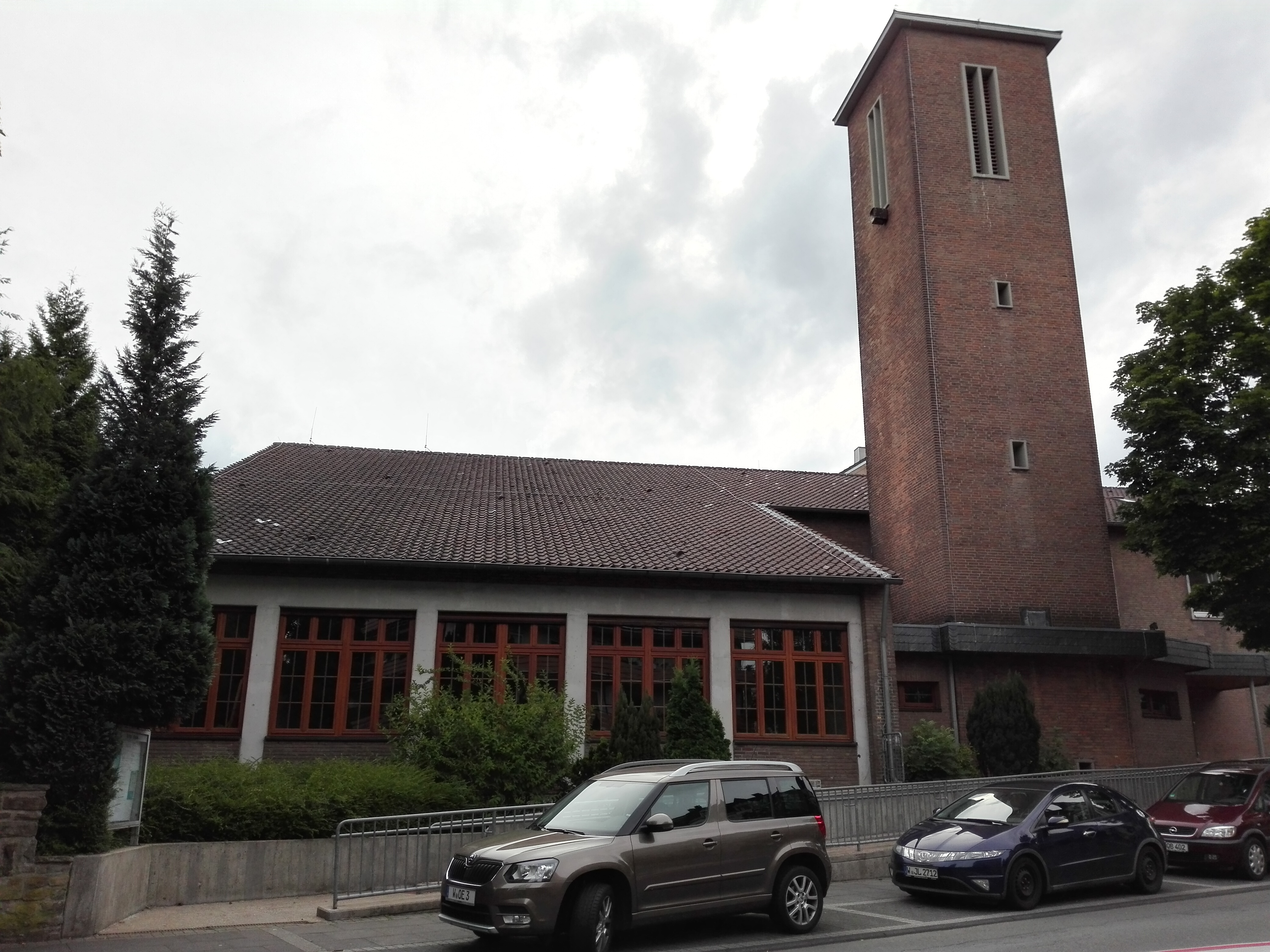
Ansicht von Osten

Die Rotter Kirche ist eine evangelische Kirche im Ortsteil Rott in Wuppertal-Barmen und war zusammen mit der Unterbarmer Hauptkirche und der Pauluskirche Predigtstätte der Vereinigten Evangelischen Kirchengemeinde Unterbarmen.

## Geschichte

### Rotter Vereinshaus
Die Geschichte des kirchlichen Lebens am Rott geht ins späte 19. Jahrhundert zurück. Um der auch in Barmen immer stärker Fuß fassenden Erweckungsbewegung entgegenzutreten, beschloss der Vorsitzendenrat des Barmer Stadtmissionsvereines im Jahr 1897 die Errichtung eines Vereinshauses an der Rödiger Straße im Barmer Norden. Der damals kirchlich noch völlig unerschlossene und nur spärlich bebaute Rott befand sich zu jener Zeit in einer Phase höchster Expansion, was sich auch in der erfolgreichen Missionsarbeit zeigte. Das am 27. November 1898 als Rotter Vereinshaus feierlich eröffnete Gebäude war ursprünglich nur als Versammlungs- und Begegnungsstätte ähnlich einem klassischen Gemeindehaus konzipiert, entwickelte sich aber schnell zu einer gut besuchten Gottesdienststätte. Die Prediger stellte die Kirchengemeinde Unterbarmen von der Unterbarmer Hauptkirche aus. Das im Tal der Wupper damals völlig neuartige Konzept eines Vereinshauses für religiöse Arbeit wurde später von weiteren Kirchengemeinden aufgegriffen, so beispielsweise 1904 mit dem Katernberger Vereinshaus in Elberfeld.
Nach dem Ersten Weltkrieg übernahm die Evangelische Kirchengemeinde Unterbarmen das Rotter Vereinshaus als offizielle Predigtstätte in den Gemeindebesitz. 1937 wurde dem bis dahin noch immer Vereinshaus genannten Gebäude ein Gottesdienstsaal südlich angesetzt, was dem Komplex seitdem den Namen Kirchsaal Rott einbrachte. Den Zweiten Weltkrieg überstand das Vereinshaus vollkommen unbeschadet und diente aufgrund der Zerstörung sämtlicher weiterer Gottesdienststätten im Unterbarmer Osten, davon insbesondere der Christuskirche am Oberdörnen ab 1943 als letzte intakte Gottesdienststätte im östlichen Unterbarmen. Dieser Zustand hielt trotz Wiedereinweihung der provisorisch wiederhergerichteten Unterbarmer Hauptkirche bis zur Einweihung des neuen Gemeindezentrums am Oberdörnen 1953 an.

### Ausbau zur Rotter Kirche

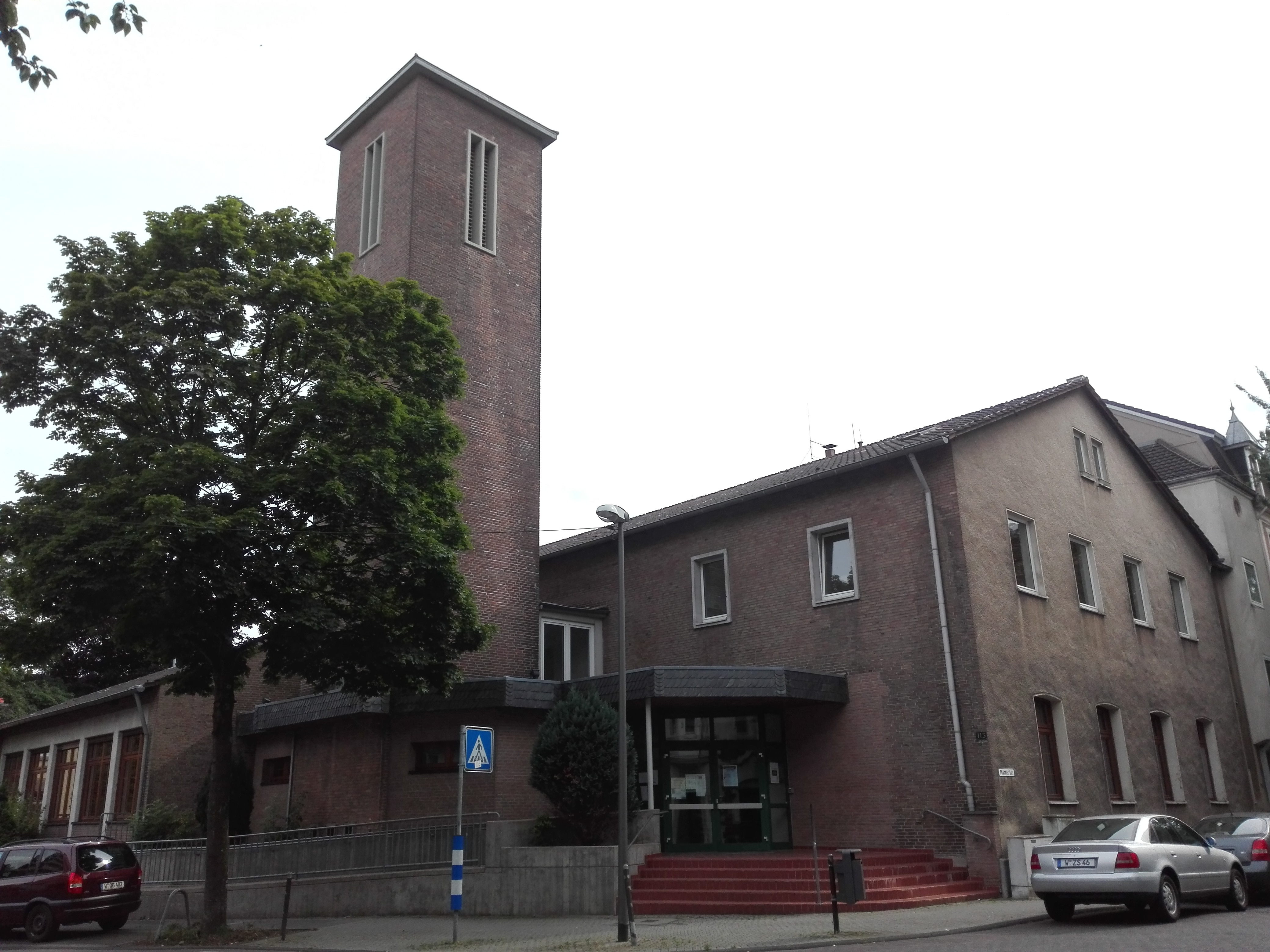
Das ursprüngliche Vereinshaus ist im rechten Gebäudeteil noch gut erkennbar

1962 entschloss sich die Gemeinde nach mehr als sechzig Jahren, das Gemeindezentrum Rott aufgrund der weiterhin beengten Verhältnisse nunmehr endgültig zu einer vollwertigen Kirche auszubauen. Die neue Kirche sollte einen neuen, ausreichend großen Kirchsaal sowie einen Kirchturm bekommen, die alten Gemeinderäume im Vereinshaus sollten komplett neu konzipiert werden. Mit der Durchführung der Ausbauarbeiten wurde der Wuppertaler Architekt Werner Schmoll beauftragt. Die neue Kirche konnte schließlich am 15. November 1964 von Oberkirchenrat Heinz Stöver, welcher bis 1958 als Pfarrer in der Gemeinde wirkte, ihrer Nutzung übergeben werden.

### Die Gemeinde nach 1964
Mit Einweihung der Dietrich-Bonhoeffer-Kirche im Ortsteil Clausen 1960 als nunmehr bereits siebte Gottesdienststätte der Gemeinde wurden große Neustrukturierungsmaßnahmen vonnöten. 1964 wurden die Pfarrbezirke Pauluskirche/Hesselnberg (neue Gemeinde Unterbarmen West), Hauptkirche/Dietrich-Bonhoeffer-Kirche (neue Gemeinde Unterbarmen Mitte), Rotter Kirche/Christuskirche (nun Gemeinde Unterbarmen Ost) und Lichtenplatzer Kapelle (nun Gemeinde Unterbarmen Süd) in vier voneinander unabhängige Kirchengemeinden aufgeteilt. Aufgrund sinkender Mitgliederzahlen wurden die Gemeinden Unterbarmen West, Mitte und Ost 2006 wieder zur Gemeinde Unterbarmen zurückvereinigt und die Christuskirche als Predigtstätte aufgegeben. Mit der starken Ausdünnung des Gottesdienstangebotes in der Pauluskirche ab 2006 und der Schließung der Dietrich-Bonhoeffer-Kirche 2010 ist die Rotter Kirche heute neben der Unterbarmer Hauptkirche die letzte regelmäßig in Nutzung befindliche Gottesdienststätte der Kirchengemeinde, die zum Kirchenkreis Wuppertal der Evangelischen Kirche im Rheinland gehört.
2008 wurde an der Kirche eine abendliche Außenbeleuchtung installiert, welche ebenso wie die Außenbeleuchtung der Unterbarmer Hauptkirche eine Stiftung ist. Damit ist die Rotter Kirche die einzige nächtlich beleuchtete Sekundärkirche in ganz Wuppertal, womit ihre gesellschaftliche Bedeutung für das soziale Klima im Quartier Rott zusätzlich unterstrichen wird. Zu Weihnachten 2010 begannen erste Sanierungsarbeiten am Außenbau der Kirche, nachdem im Herbst mehrere Zementbrocken vom Dach gestürzt sind. Im Zuge dieser Arbeiten wurden die maroden Schallluken im Glockenturm durch neue Eichholzluken ersetzt, das Dach neu gedeckt und die Dachpfannen durch verzinkte Bleche ersetzt. Die Arbeiten wurden im Sommer 2011 beendet, die Kosten beliefen sich auf rund 50.000 Euro.
Im Januar 2022 wurde die Rotter Kirche aufgrund von Schäden an der veralteten Elektrik für Gottesdienste und Gemeindeveranstaltungen geschlossen. Die Dauer der Schließung und ein Kostenrahmen für die Instandsetzung der sicherheitsrelevanten baulichen und elektrischen Anlagen waren noch nicht bekannt; die Gottesdienste fanden übergangsweise in der nahegelegenen katholischen Kirche St. Pius X. statt. Im Januar 2024 kam es zu massiven Wasserschäden im Gebäude.

## Baubeschreibung

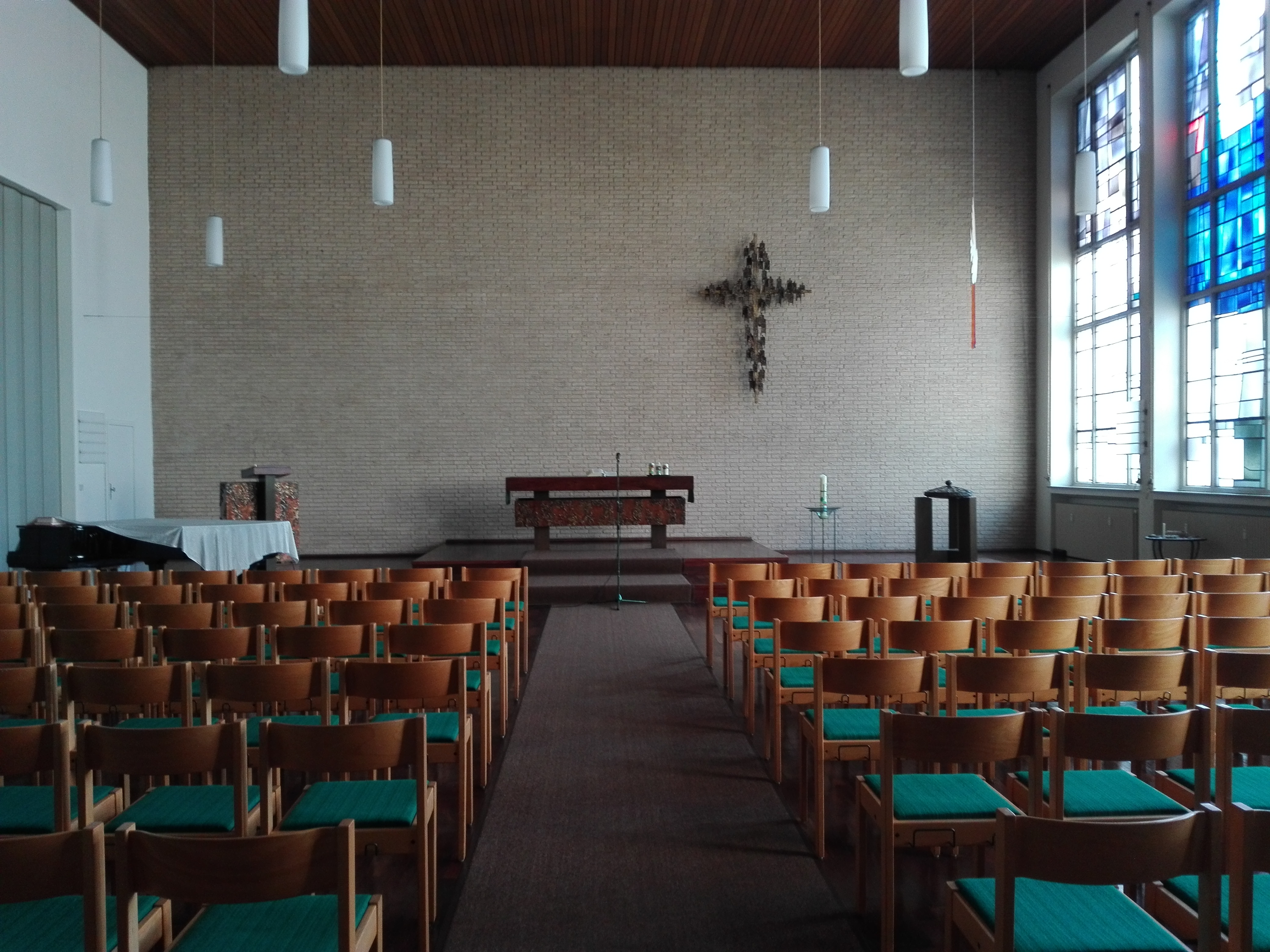
Ansicht von Innen

Der gesamte Kirchbau lässt sich aufgrund seiner Baugeschichte in verschiedene Elemente gliedern, welche allesamt verschiedenen Baustilen zuzuordnen sind. An der Nordseite des Baus befindet sich an der Straßenecke Rödiger Straße/Thorner Straße das alte zweigeschossige Vereinshaus, welches heute im Untergeschoss eine Küche und Toiletten und im Obergeschoss mehrere Gemeinderäume beherbergt. Dieses geht nach Westen in den Häuserblock über, mit welchem es gerade abschließt. Das Vereinshaus ist ein schlichtes, ursprünglich hell verputztes Gebäude im zeitgenössischen schlichten Baustil mit einfachem Satteldach. An der Südseite schließt sich der etwa fünfundzwanzig Meter lange Kirchsaal an, von welchem etwa fünfzehn Meter am südlichen Ende im Zuge des Ausbaus des Gemeindesaals zur Kirche 1964 bündig angebaut wurden. Der Kirchsaal ist mit dem Altar nach Süden ausgerichtet, sodass sich der Eingangsbereich und die Gemeinderäume im Vereinshaus gegenüber befinden. Bei fünfzehn Metern länge verbreitert sich der Kirchsaal von der Breite des Vereinshauses auf knapp fünfzehn Meter, sodass sich eine tiefe Fensterfront nach Osten hin zur Rödiger Straße öffnet. An der Ostseite öffnet sich ebenfalls eine tiefe Fensterfront, welche den Blick auf einen kleinen Kirchgarten freigibt, der für die Konfirmandenarbeit genutzt wird und in welchem Gemeindefeste veranstaltet werden.
Der das Quartier Rott prägende quadratische Kirchturm befindet sich an der Ostseite der Kirche, an der Stelle des Übergangs vom alten Vereinshaus in den neuen Kirchsaal. Nördlich von ihm ist ein kleiner Eingangsbereich mit Treppen vorgesetzt. Ein barrierefreier Zugang zur Kirche wird über eine Rampe vom südlichen Ende der kleinen Grünanlage östlich des Kirchsaals sichergestellt. Am südlichen Ende der Kirche schließt sich der flache Gebäudekomplex des Evangelischen Kindergartens Annabergstraße an, welcher von der Gemeinde betreut wird. Kirche und Kindergarten umschließen somit von Norden und Westen eine kleine Grünanlage, welche südlich von der Annabergstraße, östlich von der Rödiger Straße begrenzt wird und auf welcher 1908 das Pfarrhaus Rödiger Straße 109 errichtet wurde.

## Turmfalkenprojekt

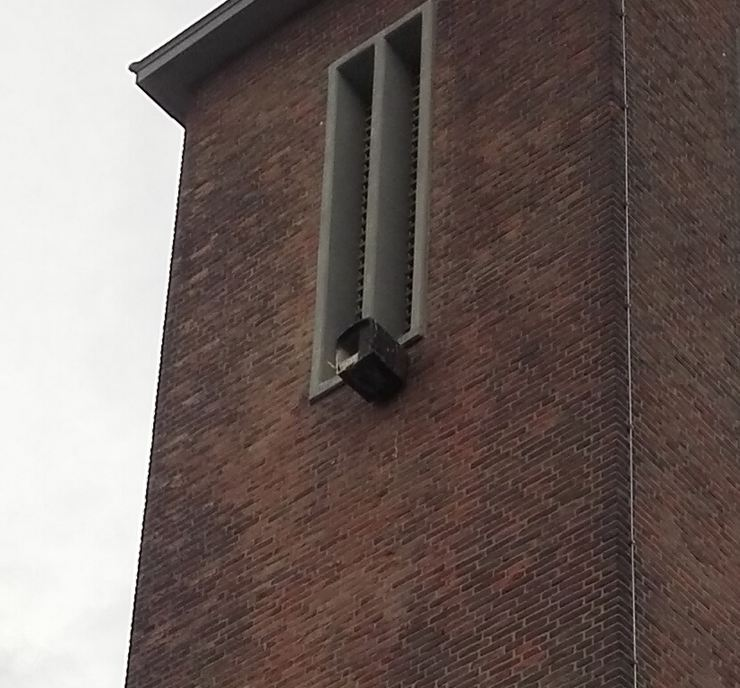
Brutkasten am Kirchturm

Seit 1991 ist die Rotter Kirche zusammen mit vielen weiteren Kirchen in Wuppertal, unter anderem der Lutherkirche in Barmen und der Unterbarmer Hauptkirche Standort eines Projektes des Naturschutzbundes Deutschland in Wuppertal zum kontrollierten Erhalt der Turmfalkenpopulation in Wuppertal. 2016 waren im Brutkasten am Turm der Rotter Kirche zwei ausgewachsene Turmfalken mit drei Jungtieren beheimatet.